# Rachel Covey
Rachel Covey (Nueva York, Estados Unidos; 15 de junio de 1998) es una actriz estadounidense, más conocida por su actuación en la película de Disney Encantada. También actuó en la película Duane Hopwood, donde interpretó a la hija de David Schwimmer.

## Carrera
En 2005 apareció en la película Duane Hopwood como la hija de Duane Hopwood (David Schwimmer). En 2007 apareció en la película de Disney Enchanted como Morgan Philip.

## Filmografía
| Apariciones en películas | Apariciones en películas | Apariciones en películas |
| Año                      | Título                   | Personaje                |
| ------------------------ | ------------------------ | ------------------------ |
| 2005                     | Duane Hopwood            | Kate                     |
| 2007                     | Encantada                | Morgan Philip            |

Musicales
- Annie (2011) - Annie